# Suport rowerowy

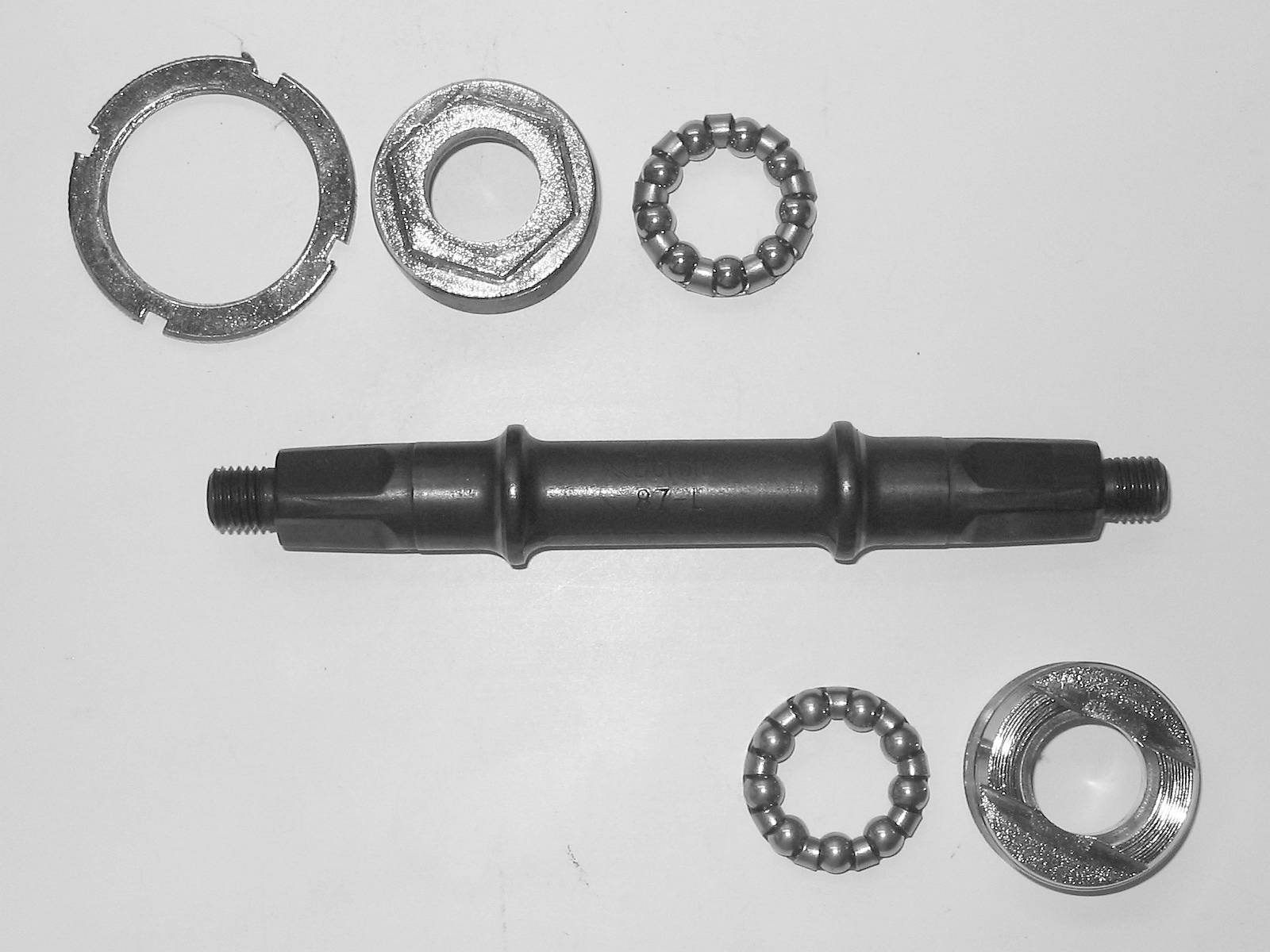
Suport klasyczny

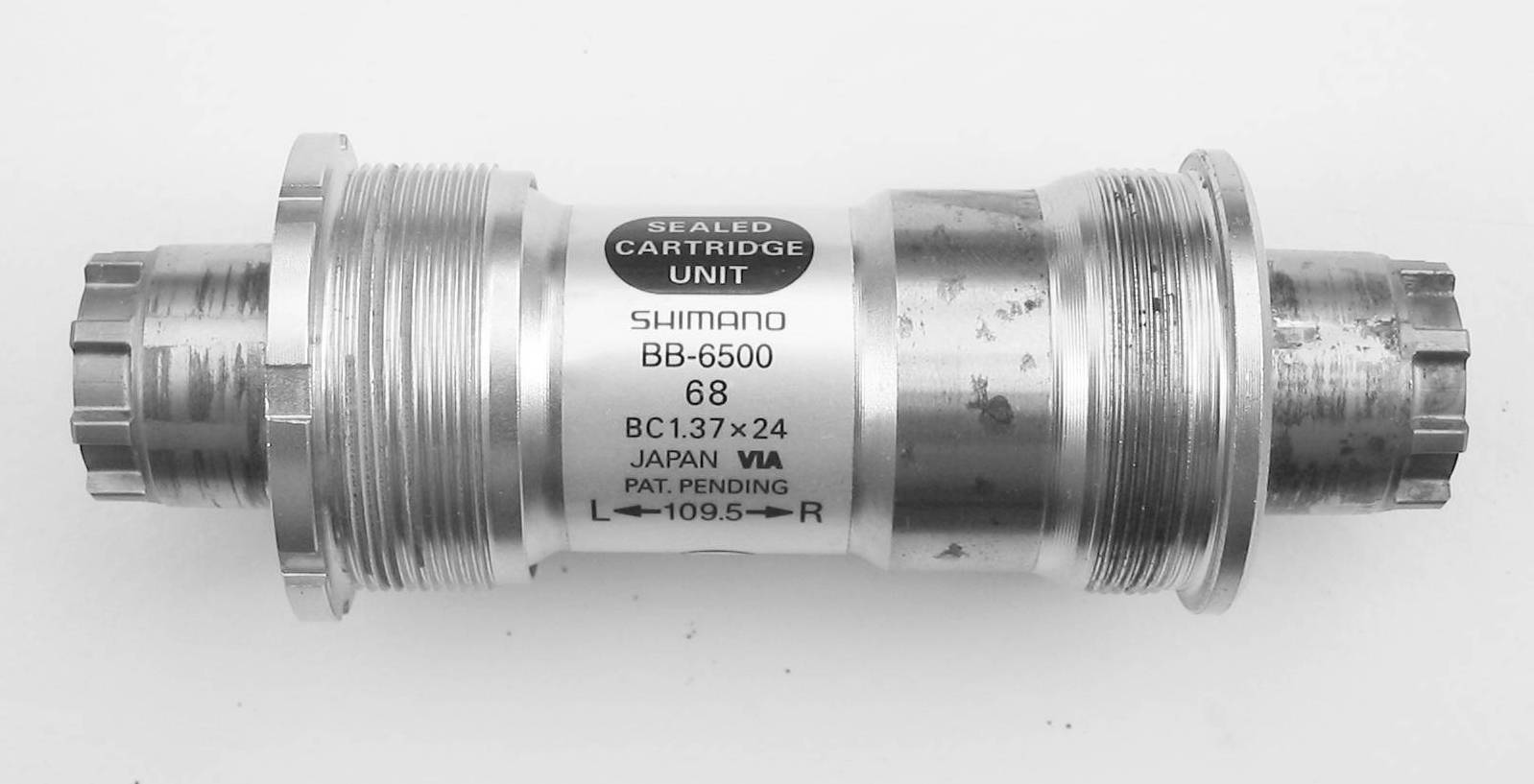
Pakiet

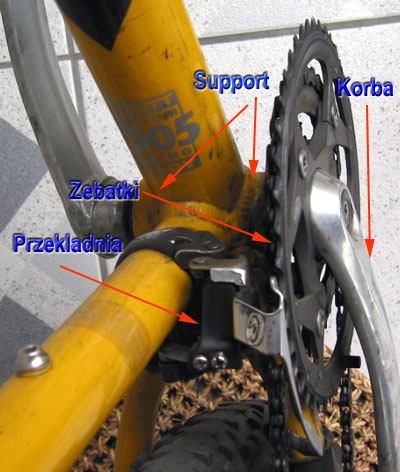
Suport rowerowy - rower Scott Comp Racing 99

Suport rowerowy – część układu napędowego roweru - ułożyskowany wałek, wkręcany do tulei, zwanej mufą suportu, która znajduje się w miejscu łączenia rury podsiodłowej i rury dolnej ramy. Do suportu montuje się korby i zestaw przednich koron, potocznie nazywanych zębatkami.
Suportem nazywa się też czasem samą tuleję, w którą wkręca się wałek suportowy.

## Budowa i rodzaje suportów
- Suporty rozbieralne (klasyczne). W najprostszym wariancie suport składa się z krótkiego wałka (błędnie, acz często, zwanego osią), dwóch łożysk kulkowych umieszczonych blisko obu końców mufy suportowej ramy i dwóch misek - nakrętek, z których jedna (zwykle lewa) jest skontrowana cienkim pierścieniem. Dzięki temu suporty klasyczne, jako jedyne, można regulować a w razie potrzeby całkowicie rozebrać, by usunąć brud i ponownie nasmarować łożyska. Tanie suporty klasyczne są całkowicie pozbawione uszczelnień, w lepszych zwykle można znaleźć uszczelki kontaktowe.
- Pakiety (kompakty). Obecnie suporty rozbieralne powoli zanikają i zamiast nich stosuje się zamknięte pakiety suportowe. Pakiet taki składa się z wałka (osi), zestawu łożysk i obudowy. Pakiety są zazwyczaj nierozbieralne i wkręca się je w tuleję w całości. Nie wymagają pierścieni kontrujących. W większości tego rodzaju pakietów znajdują się specjalnie projektowane zestawy łożysk kulkowych (w najdroższych Dura-Ace oraz XTR także igiełkowych) zapewniających ich dużą trwałość, niską masę i bardzo małe opory toczenia. Większość pakietów jest wyposażona w uszczelki kontaktowe, podczas gdy w najlepszych stosuje się uszczelnienia labiryntowe. Istnieją również pakiety częściowo rozbieralne, oparte na zwykłych łożyskach maszynowych. Ich zaletą jest możliwość wymiany łożysk, a wadą większa masa i gorsze uszczelnienie.
- Systemy zintegrowane. W najwyższych grupach osprzętu daje się obecnie zauważyć tendencję do zmiany systemów suportowych na zintegrowane. W takim systemie oś ma powiększoną średnicę, jest wydrążona i zintegrowana z prawą bądź też lewą korbą mechanizmu korbowego, zdarzają się też same wkłady suportowe. Zespoły łożysk znajdują się na zewnątrz mufy suportowej, co daje zwiększoną sztywność całego układu.
- Suporty jednoczęściowe. Bardzo tanie rowery są wyposażone w specyficzny zestaw, w którym oś suportu oraz obie korby są wykonane z jednego kawałka metalu, najczęściej z odpowiednio wygiętego grubego pręta stalowego. Takie rozwiązanie można też spotkać w rowerach BMX. Mufa w ramie ma większą średnicę niż w przypadku innych suportów.